# مارتن (جورجيا)
مارتن (بالإنجليزية: Martin, Georgia)‏ هي بلدة تقع في مقاطعة ستيفينز، جورجيا, مقاطعة فرانكلين، جورجيا بولاية جورجيا في الولايات المتحدة. تبلغ مساحتها 3.9 (كم²)، وترتفع عن سطح البحر 280 م، بلغ عدد سكانها 381 نسمة في عام 2010 حسب إحصاء مكتب تعداد الولايات المتحدة وتصل الكثافة السكانية فيها 79.7 نسمة/كم2.

## وصلات خارجية
- The US50 - Cities and Towns in Georgia State
- Georgia Cities and Towns, Facts, Map, Flag, Colleges, Government, and More